# جيمس ديل
جيمس بادجيت ديل (مواليد 1 مايو 1978) ممثل أمريكي لعب دور البطولة في فيلم
13 ساعة: جنود بنغازي السريين وكان لها دور تايرون "رون" وودز، قائد فريق في البحرية الأمريكية السابق ."

## روابط خارجية
- جيمس ديل على موقع IMDb (الإنجليزية)
- جيمس ديل على موقع قاعدة بيانات الأفلام العربية
- جيمس ديل على موقع ألو سيني (الفرنسية)
- جيمس ديل على موقع أول موفي (الإنجليزية)
- جيمس ديل على موقع قاعدة بيانات الأفلام السويدية (السويدية)
- جيمس ديل على موقع قاعدة بيانات الفيلم (الإنجليزية)
- جيمس ديل على موقع كينوبويسك (الروسية)
- Nellie Andreeva; Kimberly Nordyke (18 ديسمبر 2008). "جيمس بادج ديل ينضم إلى عرض فيلم إيه إم سي". The Hollywood Reporter. مؤرشف من الأصل في 2009-01-20. اطلع عليه بتاريخ 2009-01-08.{{استشهاد بخبر}}:  صيانة الاستشهاد: أسماء متعددة: قائمة المؤلفين (link)